# 鄉村音樂協會獎
鄉村音樂協會獎（英語：Country Music Association Awards，簡稱：CMA Awards）是美國鄉村音樂界的一项盛事，每年下半年定期舉辦，能夠獲獎的音樂人都是過去一年當中，在鄉村音樂界的領域裡有相當傑出的表現或是有極優異的成績者。它和另一個獎項鄉村音樂學院獎（Academy of Country Music Awards，簡稱：ACM Awards）都致力於推廣鄉村音樂，但兩者属于不同的頒獎單位。兩者在業界中的份量介於伯仲之間，能夠獲得這兩個獎項或葛萊美獎（Grammy Awards）都是美國鄉村音樂工作者至高的榮耀。

## 鄉村音樂協會簡介
鄉村音樂協會的董事會設立於1959年，一年之後鄉村音樂協會組織才完全成立。創始之初，董事會包括九名董事和五名官員。鄉村音樂協會成立的使命為推廣以及發展鄉村音樂，使其更廣為人知，並提供專業協助。鄉村音樂協會的願景是忠于對鄉村音樂的熱忱，堅持舊有傳統與專業精神，促進社區共享的精神，尊重並鼓勵創新求變，達到超越自我的目的。鄉村音樂協會直到1967年才開始頒發音樂獎，而為了和ACM作區隔，CMA頒獎時間通常是在每年秋季10月份或11月份，以網絡電視直播方式進行。

## 協會獎 vs 學院獎
「鄉村音樂協會獎」與「鄉村音樂學院獎」的比較如下：
- 鄉村音樂協會獎（CMA），其頒獎單位鄉村音樂協會（Country Music Association）是一個音樂事業組織，每年下半年頒獎，地點在田纳西州的纳什维尔，1959年創辦，1967年開始頒獎。

- 鄉村音樂學院獎（ACM），其頒獎單位鄉村音樂學院（Academy of Country Music）並非是教學的學校而是一個專業機構，每年上半年頒獎，時間上較靠近葛萊美獎，地點在內華達州的拉斯維加斯，1965年創辦開始頒獎。

鄉村音樂學院獎由美國鄉村和西部音樂學院于1964年在洛杉磯創辦，它的宗旨为在美國西部地區推廣鄉村音樂。不可諱言，CMA和ACM這兩個性質雷同的頒獎典禮，雖然兩者在頒獎時間和地點上特地區隔開來，但在許多獎項的設置上，以及每年所提名的候選人名單上，兩者時常會有重疊的情況產生，甚至連得獎者和得獎作品也一樣（尤其年度歌曲重疊率超過五成），但是鄉村音樂的藝人們還是非常樂於出席這兩大盛會。
在CMA和ACM這兩個頒獎典禮上，時常可見到主辦單位邀請鄉村音樂界重量級的巨星出席，如喬治·史崔特（George Strait）、葛斯·布魯斯（Garth Brooks）、文斯·吉爾（Vince Gill）、亞倫·傑克森（Alan Jackson）甚至新生代最受歡迎的泰勒絲（Taylor Swift）等都時常可見身影。而且常令在場觀眾尖叫的是，主辦單位偶會安排這些重磅藝人們相互搭檔上台演出，例如2013年CMA頒獎典禮上喬治·史崔特和亞倫·傑克森兩人同台獻唱，而同一年在ACM頒獎典禮上则換成喬治·史崔特和葛斯·布魯斯連袂演出，因此台下的全部來賓全程起立观看台上藝人的表演是常有的事，而鄉村音樂界藝人們彼此合作不分你我的精神，在這兩大頒獎典禮上亦表露無遺。

## 重要紀事
自1967年以來CMA的舉辦地點一直都是在田纳西州的纳什维尔，一直到2005年第39屆才首次（也是唯一的一次）離開纳什维尔舉辦，將舉辦地點移師至紐約的麦迪逊广场花园（Madison Square Garden），並由CBS全程直播。

## 獲獎紀錄
- 鄉村男歌手文斯吉爾（Vince Gill）鄉村音樂協會獎最高得獎紀錄保持者，歷年來共獲十八個獎座，他曾締造1991至1995連續五年獲得最佳鄉村男歌手獎（Male Vocalist of the Year）的輝煌紀錄。

- 阿拉巴馬合唱團（Alabama）連續三年（1982-1984，16th-18th）獲得最佳年度藝人獎（Entertainer of the Year）。

- 洛麗泰·林恩（Loretta Lynn）是首位獲得最佳年度藝人獎的女歌手（1972，6th）。

- 2009年女歌手泰勒絲（Taylor Swift）以20歲之姿獲得第43屆最佳年度藝人獎（Entertainer of the Year），創下該獎最年輕得主的紀錄。

- 布雷克雪爾頓（Blake Shelton）和米蘭達藍珀特（Miranda Lambert）這對夫妻檔皆連續五年（2010-2014，44th-48th ）分獲最佳鄉村男歌手獎與女歌手獎。

## 主要獎項
| 年度          | 年度藝人                             | 年度男歌手                      | 年度女歌手                                 | 年度歌曲                                                                    |
| ------------- | ------------------------------------ | ------------------------------- | ------------------------------------------ | --------------------------------------------------------------------------- |
| 2014          | 盧克·布萊恩 （Luke Bryan）           | 布雷克·雪爾頓 （Blake Shelton） | 米蘭達·藍伯特 （Miranda Lambert）          | Kacey Musgraves, Shane McAnally, Brandy Clark – " Follow Your Arrow "       |
| 2013          | 喬治·史崔特 （George Strait）        | 布雷克·雪爾頓 （Blake Shelton） | 米蘭達·藍伯特 （Miranda Lambert）          | Jessi Alexander, Connie Harrington, Jimmy Yeary – " I Drive Your Truck "    |
| 2012          | 布雷克·雪爾頓 （Blake Shelton）      | 布雷克·雪爾頓 （Blake Shelton） | 米蘭達·藍伯特 （Miranda Lambert）          | Miranda Lambert, Blake Shelton – " Over You "                               |
| 2011 （45th） | 泰勒絲 （Taylor Swift）              | 布雷克·雪爾頓 （Blake Shelton） | 米蘭達·藍伯特 （Miranda Lambert）          | The Band Perry – " If I Die Young "                                         |
| 2010          | 布萊德·派斯里 （Brad Paisley）       | 布雷克·雪爾頓 （Blake Shelton） | 米蘭達·藍伯特 （Miranda Lambert）          | Tom Douglas, Allen Shamblin – " The House That Built Me "                   |
| 2009          | 泰勒絲 （Taylor Swift）              | 布萊德·派斯里 （Brad Paisley）  | 泰勒絲 （Taylor Swift）                    | Jamey Johnson, Lee Thomas Miller, James Otto – " In Color "                 |
| 2008          | 肯尼·薛士尼 （Kenny Chesney）        | 布萊德·派斯里 （Brad Paisley）  | 卡麗·安德伍 （Carrie Underwood）           | Jennifer Nettles – " Stay "                                                 |
| 2007          | 肯尼·薛士尼 （Kenny Chesney）        | 布萊德·派斯里 （Brad Paisley）  | 卡麗·安德伍 （Carrie Underwood）           | Bill Anderson, Jamey Johnson, Buddy Cannon – " Give It Away "               |
| 2006 （40th） | 肯尼·薛士尼 （Kenny Chesney）        | 凯斯·艾尔本 （Keith Urban）     | 卡麗·安德伍 （Carrie Underwood）           | Craig Wiseman, Ronnie Dunn – " Believe "                                    |
| 2005          | 凯斯·艾尔本 （Keith Urban）          | 凯斯·艾尔本 （Keith Urban）     | 葛蕾·威爾森 （Gretchen Wilson）            | Bill Anderson, Jon Randall – " Whiskey Lullaby "                            |
| 2004          | 肯尼·薛士尼 （Kenny Chesney）        | 凯斯·艾尔本 （Keith Urban）     | 瑪蒂娜·麥克布萊德 （Martina McBride）      | Craig Wiseman, Tim Nichols – " Live Like You Were Dying "                   |
| 2003          | 亞倫·傑克森 （Alan Jackson）         | 亞倫·傑克森 （Alan Jackson）    | 瑪蒂娜·麥克布萊德 （Martina McBride）      | Doug Johnson, Kim Williams – " Three Wooden Crosses "                       |
| 2002          | 亞倫·傑克森 （Alan Jackson）         | 亞倫·傑克森 （Alan Jackson）    | 瑪蒂娜·麥克布萊德 （Martina McBride）      | Alan Jackson – " Where Were You (When the World Stopped Turning) "          |
| 2001 （35th） | 提姆·麥克羅 （Tim McGraw）           | 托比·凱斯 （Toby Keith）        | Lee Ann Womack                             | Larry Cordle, Larry Shell – " Murder on Music Row "                         |
| 2000          | 狄克西女子合唱團 （Dixie Chicks）    | 提姆·麥克羅 （Tim McGraw）      | 菲丝·希尔 （Faith Hill）                   | Mark D. Sanders, Tia Sillers – " I Hope You Dance "                         |
| 1999          | 仙妮亞·唐恩 （Shania Twain）         | 提姆·麥克羅 （Tim McGraw）      | 瑪蒂娜·麥克布萊德 （Martina McBride）      | Beth Neilsen Chapman, Annie Roboff, Rob Lerner – " This Kiss "              |
| 1998          | 葛斯·布魯斯 （Garth Brooks）         | 喬治·史崔特 （George Strait）   | 崔夏·宜爾伍 （Trisha Yearwood）            | Steve Wariner Billy Kirsch – " Holes in the Floor of Heaven "               |
| 1997          | 葛斯·布魯斯 （Garth Brooks）         | 喬治·史崔特 （George Strait）   | 崔夏·宜爾伍 （Trisha Yearwood）            | Matraca Berg, Gary Harrison – " Strawberry Wine "                           |
| 1996 （30th） | 布魯克斯與唐二重唱 （Brooks & Dunn） | 喬治·史崔特 （George Strait）   | 佩蒂·蘿麗絲 （Patty Loveless）             | Vince Gill – " Go Rest High on That Mountain "                              |
| 1995          | 亞倫·傑克森 （Alan Jackson）         | 文斯·吉爾 （Vince Gill）        | 艾莉森·克勞絲 （Alison Krauss）            | Gretchen Peters – " Independence Day "                                      |
| 1994          | 文斯·吉爾 （Vince Gill）             | 文斯·吉爾 （Vince Gill）        | 潘姆·提莉絲 （Pam Tillis）                 | Alan Jackson, Jim McBride – " Chattahoochee "                               |
| 1993          | 文斯·吉爾 （Vince Gill）             | 文斯·吉爾 （Vince Gill）        | 瑪麗·翠萍·卡本特 （Mary Chapin Carpenter） | John Barlow Jarvis, Vince Gill – " I Still Believe in You "                 |
| 1992          | 葛斯·布魯斯 （Garth Brooks）         | 文斯·吉爾 （Vince Gill）        | 瑪麗·翠萍·卡本特 （Mary Chapin Carpenter） | Max D. Barnes, Vince Gill – " Look at Us "                                  |
| 1991 （25th） | 葛斯·布魯斯 （Garth Brooks）         | 文斯·吉爾 （Vince Gill）        | 譚妮雅·塔克 （Tanya Tucker）               | Tim DuBois, Vince Gill – " When I Call Your Name "                          |
| 1990          | 喬治·史崔特 （George Strait）        | 柯林·布雷克 （Clint Black）     | 凱蒂·瑪蒂雅 （Kathy Mattea）               | Don Henry, Jon Vezner – " Where've You Been "                               |
| 1989          | 喬治·史崔特 （George Strait）        | Ricky Van Shelton               | 凱蒂·瑪蒂雅 （Kathy Mattea）               | Max D. Barnes, Vern Gosdin – " Chiseled in Stone "                          |
| 1988          | 小漢克·威廉斯 （Hank Williams, Jr.） | 蘭迪·崔佛斯 （Randy Travis）    | 凱特·奧斯林 （K. T. Oslin）                | K. T. Oslin – " 80's Ladies "                                               |
| 1987          | 小漢克·威廉斯 （Hank Williams, Jr.） | 蘭迪·崔佛斯 （Randy Travis）    | 芮芭·麦克伊泰 （Reba McEntire）            | Paul Overstreet, Don Schlitz – " Forever and Ever, Amen "                   |
| 1986 （20th） | 芮芭·麦克伊泰 （Reba McEntire）      | 喬治·史崔特 （George Strait）   | 芮芭·麦克伊泰 （Reba McEntire）            | Paul Overstreet, Don Schlitz – " On the Other Hand "                        |
| 1985          | 瑞奇·史卡格斯 （Ricky Skaggs）       | 喬治·史崔特 （George Strait）   | 芮芭·麦克伊泰 （Reba McEntire）            | Lee Greenwood – " God Bless the USA "                                       |
| 1984          | 阿拉巴馬合唱團 （Alabama）           | 李·格林伍德 （Lee Greenwood）   | 芮芭·麦克伊泰 （Reba McEntire）            | Larry Henley, Jeff Silbar – " Wind Beneath My Wings "                       |
| 1983          | 阿拉巴馬合唱團 （Alabama）           | 李·格林伍德 （Lee Greenwood）   | Janie Fricke                               | Wayne Carson Thompson, Johnny Christopher, Mark James – "Always on My Mind" |
| 1982          | 阿拉巴馬合唱團 （Alabama）           | 瑞奇·史卡格斯 （Ricky Skaggs）  | Janie Fricke                               | Wayne Carson Thompson, Johnny Christopher, Mark James – "Always on My Mind" |
| 1981 （15th） | 芭芭拉·曼瑞兒 （Barbara Mandrell）   | 喬治·瓊斯 （George Jones）      | 芭芭拉·曼瑞兒 （Barbara Mandrell）         | Bobby Braddock, Curly Putman – " He Stopped Loving Her Today "              |
| 1980          | 芭芭拉·曼瑞兒 （Barbara Mandrell）   | 喬治·瓊斯 （George Jones）      | 愛美蘿·哈里斯 （Emmylou Harris）           | Bobby Braddock, Curly Putman – " He Stopped Loving Her Today "              |
| 1979          | 威利·尼爾森 （Willie Nelson）        | 肯尼·羅傑斯 （Kenny Rogers）    | 芭芭拉·曼瑞兒 （Barbara Mandrell）         | Don Schlitz – " The Gambler "                                               |
| 1978          | 桃莉·巴頓 （Dolly Parton）           | 唐·威廉斯 （Don Williams）      | 克莉絲朵·蓋兒 （Crystal Gayle）            | Richard Leigh – " Don't It Make My Brown Eyes Blue "                        |
| 1977          | Ronnie Milsap                        | 朗尼·米爾塞 （Ronnie Milsap）   | 克莉絲朵·蓋兒 （Crystal Gayle）            | Roger Bowling, Hal Bynum – " Lucille "                                      |
| 1976 （10th） | Mel Tillis                           | 朗尼·米爾塞 （Ronnie Milsap）   | 桃莉·巴頓 （Dolly Parton）                 | Larry Weiss – " Rhinestone Cowboy "                                         |
| 1975          | 約翰·丹佛 （John Denver）            | 威倫·傑寧斯 （Waylon Jennings） | 桃莉·巴頓 （Dolly Parton）                 | John Denver – " Back Home Again "                                           |
| 1974          | 查理·瑞奇 （Charlie Rich）           | 朗尼·米爾塞 （Ronnie Milsap）   | 奧莉維亞·紐頓-強 （Olivia Newton-John）    | Don Wayne – " Country Bumpkin "                                             |
| 1973          | Roy Clark                            | 查理·瑞奇 （Charlie Rich）      | 洛麗泰·林恩 （Loretta Lynn）               | Kenny O'Dell – " Behind Closed Doors "                                      |
| 1972          | 洛麗泰·林恩 （Loretta Lynn）         | 查理·普萊德 （Charley Pride）   | 洛麗泰·林恩 （Loretta Lynn）               | Freddie Hart – " Easy Loving "                                              |
| 1971 （5th）  | 查理·普萊德 （Charley Pride）        | 查理·普萊德 （Charley Pride）   | 林恩·安德森 （Lynn Anderson）              | Freddie Hart – " Easy Loving "                                              |
| 1970          | 梅爾·哈賈德 （Merle Haggard）        | 梅爾·哈賈德 （Merle Haggard）   | 泰咪·懷尼特 （Tammy Wynette）              | Kris Kristofferson – " Sunday Mornin' Comin' Down "                         |
| 1969          | 約翰尼·卡什 （Johnny Cash）          | 約翰尼·卡什 （Johnny Cash）     | 泰咪·懷尼特 （Tammy Wynette）              | Bob Ferguson – " The Carroll County Accident "                              |
| 1968          | 格倫·坎貝爾 （Glen Campbell）        | 格倫·坎貝爾 （Glen Campbell）   | 泰咪·懷尼特 （Tammy Wynette）              | Bobby Russell – " Honey "                                                   |
| 1967          | 艾迪·阿諾德 （Eddy Arnold）          | 傑克·格林 （Jack Greene）       | 洛麗泰·林恩 （Loretta Lynn）               | Dallas Frazier – " There Goes My Everything "                               |

## 外部連結
- CMA官方網站 （页面存档备份，存于）
- CMA-Awards官方網站 （页面存档备份，存于）